# Klášterní Skalice
Klášterní Skalice là một làng thuộc huyện Kolín, vùng Středočeský, Cộng hòa Séc.